# Mr.Dheo

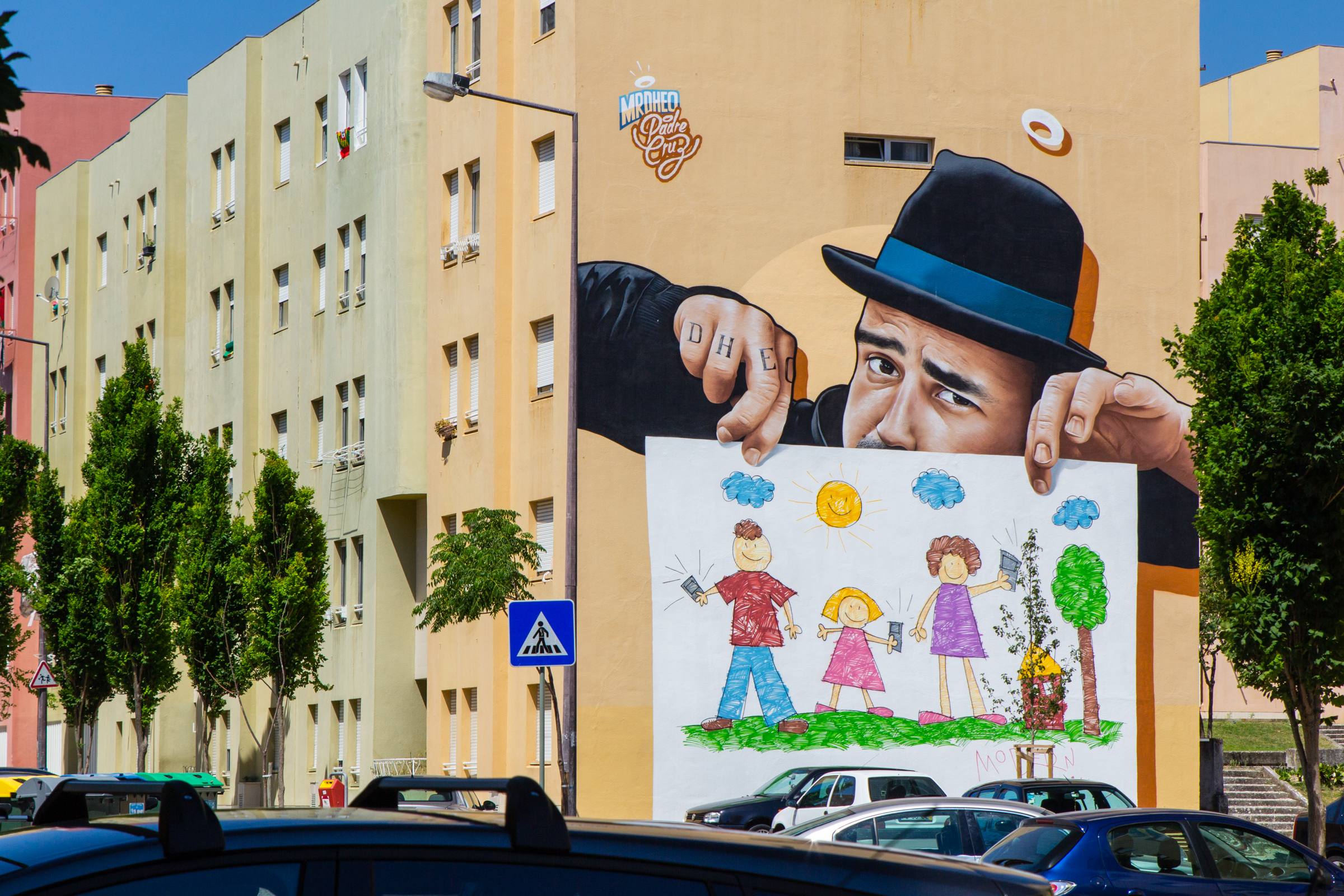

Mr.Dheo (1985) é um artista de street art português natural do Porto, com uma carreira longa no graffiti e arte urbana. Reconhecido mundialmente pelo seu trabalho caracterizado por um estilo foto realista, desenvolveu trabalhos icónicos quer na sua cidade natal quer internacionalmente, retratando maioritariamente temas sociais que se traduzem num grande impacto mediático - como é exemplo o retrato da enfermeira Sofia intitulado "Anjos na Terra" (feito emVila Nova de Gaia em 2020 durante a primeira pandemia da Covid-19), que foi tema de várias televisões e publicações como o Financial Times, Euronews, The Telegraph ou The Guardian.

## Biografia
Mr.Dheo esteve sempre ligado à arte. Aos três anos de idade começou a copiar frases de jornais e revistas e a desenhar sozinho. Rejeitando sempre qualquer tipo de envolvência a uma escola ou curso de Arte durante a adolescência desenvolveu as suas próprias técnicas, o que lhe permitiu registar uma evolução sem influências directas. Como autodidacta, o seu primeiro contacto com o graffiti surgiu aos quinze anos e rapidamente os seus desenhos se transformaram em inúmeros estudos de letras. Meses mais tarde fez o primeiro trabalho na rua e foi conhecendo outros artistas com os quais se identificava e que o motivavam a continuar. Actualmente Mr.Dheo colabora com conhecidas marcas e empresas internacionais apesar de eleger a rua como o local perfeito para criar. Versátil, dedica-se sobretudo a produções foto realistas que, conjugadas com componentes gráficas, lhe conferem um estilo próprio em constante crescimento e desenvolvimento.

## Obra
Mr.Dheo tem obras em mais de 50 cidades internacionais, como são exemplo Miami, São Paulo, Joanesburgo, Dubai ou mesmo na Faixa de Gaza em Israel, mas algumas das suas intervenções mais icónicas são na sua cidade natal Porto. Em 2013 foi convidado pelo Futebol Clube do Porto para pintar a entrada do Museu do clube - tendo o artista pintado um Dragão que cobre o tecto com cerca de 30mts - e em 2014 foi convidado pela Câmara Municipal do Porto para pintar o primeiro mural oficial da cidade localizado na Trindade. Já em 2020 desenvolveu um trabalho icónico representativo da Covid-19 que se tornou viral mundialmente, intitulado "Anjos na Terra", em Vila Nova de Gaia.